# Ефект Яна — Теллера

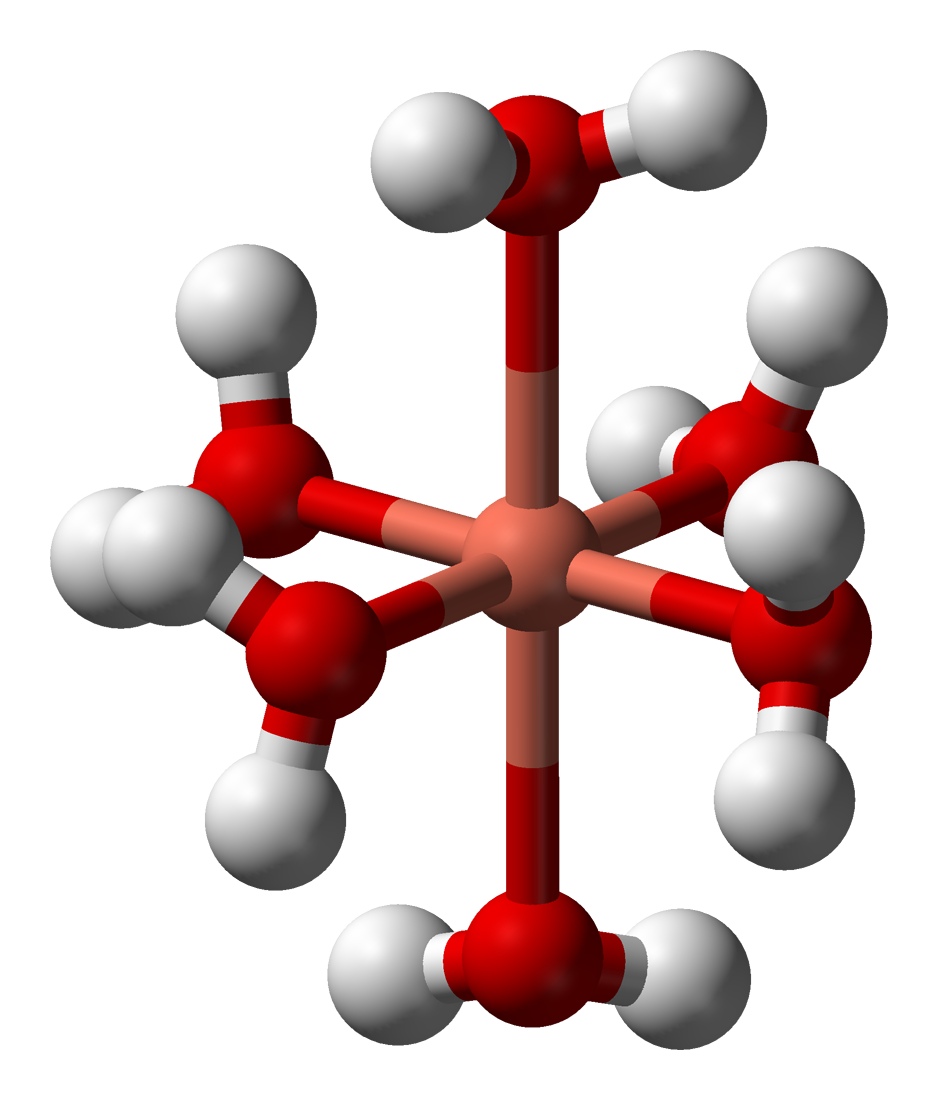
Ефект Яна-Теллера є причиною тетрагональної дисторції гексаакваміді(II), [Cu(OH_{2})_{6}]^{2+}, яка в іншому разі мала б октаедральну симетрію. Дві зв'язки Cu−O мають довжину 238 пм, тоді як чотири інші — ~195 пм.

Ефе́кт Я́на — Те́ллера — зниження симетрії розташування оточення іонів у кристалах та молекулах за рахунок зняття виродження основного електронного стану. Ефект названо на честь Германа Артура Яна та Едварда Теллера.
Ефект Яна—Теллера виникає тоді, коли в симетричній конфігурації основний електронний стан вироджений. Здебільшого це буває в октаедральній конфігурації, зокрема він часто зустрічається в комплексах шестикоординованої міді. Видовження або скорочення однієї з пар міжатомних відстаней призводить до зняття виродження, при цьому енергія одного зі станів — понижується. Як наслідок симетрична конфігурація стає нестійкою. Здебільшого ефект проявляється як видовження, хоча можливе також скорочення.